# Шар гравёрный универсальный
Шар гравёрный универсальный (шарногель, шаровые тиски) — инструмент для производства ювелирных работ.
Универсальный инструмент для фиксации ювелирных изделий и заготовок при закрепке камней и гравировке. Может быть помещён на деревянную или резиновую подставку в форме кольца, что позволяет легко его поворачивать под необходимым углом. Угол поворота относительно опоры — 0º—360º. В комплект входят  зажимные вставки, штифты, с помощью которых можно фиксировать изделия самых различных форм на верхней площадке.
Состоит из: основания (базиса) и шарнирно соединённых тисков в верхней части. Может устанавливаться на рабочем месте как стационарно, так и без фиксации.
Широко применяется при закрепке в ювелирном деле.